# Apple Public Source License
Die Apple Public Source License (APSL) ist die Open-Source-Lizenz, unter der Apple das Darwin-Betriebssystem verfügbar gemacht hat.
Die erste Version wurde nur von der Open Source Initiative anerkannt, die zweite Version entspricht jedoch auch den Richtlinien der Free Software Foundation. Die Lizenz hat ein schwaches Copyleft, welche zwar das Linken mit proprietären Bibliotheken erlaubt, allerdings für unter dieser Lizenz veröffentlichten Code keine Lizenzänderung zulässt. Letzteres macht die APSL zur GNU General Public License inkompatibel. Die FSF betrachtet dies als zwei große Probleme und empfiehlt, keine neuen Projekte unter dieser Lizenz zu verbreiten. Die Verbesserung von Quellcode, der bereits unter der APSL steht, ist aber für die FSF unproblematisch.
Die Lizenz unterscheidet zwischen ursprünglichem und verändertem Code. Der Schöpfer des Codes haftet allein bei Verletzungen der Rechte Dritter oder von Softwarepatenten. Veränderungen am Quellcode müssen deshalb explizit mit Datum gekennzeichnet werden.